# Contea autonoma tibetana di Muli
La contea autonoma tibetana di Muli (木里藏族自治县S, Mùlǐ Zàngzú ZìzhìxiànP) è una contea della Cina, situata nella provincia di Sichuan e amministrata dalla prefettura autonoma Yi di Liangshan.